# Thomas Oliphant
Thomas Oliphant (1799–1873) est un musicien, artiste et auteur écossais dont les œuvres étaient très connues à son époque. Il compose la partie chorale de la musique pour le mariage du roi Edward VIII et de la reine Alexandra,. Oliphant est entre autres l'auteur des paroles de Deck the Hall(s) with Boughs of Holly,,.

## Contexte familial
Thomas est le cinquième fils d'Ebenezer Oliphant, 7e de Condie et Mary, troisième fille de Sir William Stirling, baronnet de Ardoch, Perth and Kinross (en). Thomas est baptisé à Forgandenny (en) le jour de Noël en 1799,.
Oliphant est étroitement lié à Caroline Oliphant, Lady Nairne,. Oliphant a six frères et sœurs dont l'aîné, Laurence Oliphant (en), est membre du parlement de Perth de 1832 à 1837. Un autre frère aîné, Anthony Oliphant (en), est Chief Justice of Sri Lanka (en). Un troisième frère, le Lt. Col. James Oliphant (en), est président de la Compagnie britannique des Indes orientales et c'est de ce frère que descend l'actuelle lignée principale des Oliphant,. Thomas meurt célibataire le 9 mars 1873 Great Marlborough Street à Londres.

## Jeunesse
Oliphant est éduqué au Winchester College mais le quitte jeune. Il devient membre du London Stock Exchange mais peu après quitte l'institution afin de donner court à son intérêt pour la musique et la littérature.

## La Madrigal Society
En 1830, Oliphant est admis membre de la « Madrigal Society » et en 1832 en devient le secrétaire honoraire, poste qu'il occupe pendant 39 ans avant de devenir premier vice-président puis un an plus tard président de la Société en 1871. Il rédige les paroles en anglais d'un nombre considérable de madrigaux italiens à destination de la Société. Dans certains cas, ses paroles sont des traductions mais la plupart sont de sa plume.

## Carrière
Comme son cousin plus célèbre, Oliphant est avant tout un parolier qui écrit ses propres nouveaux textes ou ses propres interprétations de ses « traductions » de chansons existantes en langues étrangères. Oliphant participe au festival Great Handel à l'abbaye de Westminster dans le chœur en tant que chanteur basse. En 1855, les directeurs de la Philharmonic Society lui demandent de traduire des parties de l'opéra Lohengrin de Wagner qui sont ensuite interprétées par l'orchestre et le chœur de la Royal Philharmonic Society (à présent appelée Royal Philharmonic Society) au Hanover Square Rooms dirigé par Wagner lui-même. Oliphant écrit les paroles pour la chorale du mariage du roi Edward VIII et de la reine Alexandra en 1863,. La musique est composée par le prince Albert et lorsque la reine Victoria entend le récital, il est rapporté qu'elle est très affectée par la chorale car Albert est mort un an auparavant en 1861. Oliphant est décrit comme « le poète de la cour » car il écrit les paroles des événements royaux et autres importantes occasions.

Dans la Grande-Bretagne de l'époque victorienne, la vogue pour la traduction des paroles étrangères en anglais est populaire. C'est un passe-temps dans l'art duquel Oliphant est prodigieux. Sa place dans le monde de la musique a diminué au point où il est de nos jours largement inconnu mais de son vivant sa place était importante. Une lettre parue dans le The Musical World daté du mois d'octobre 1869  en est une illustration : 

« La connaissance musicale de Hogarth sera bientôt remise en question ou la profondeur de Parry, la compétence orchestrale de Hullah, les recherches madrigalistes d'Oliphant, le génie de Louis Emmanuel Jadin ou la modestie d'Edward Eliason. »

En dépit de ses vastes interprétations de chansons allemandes, il semble qu'à un moment au moins, Oliphant ne parlait pas allemand. Comme l'écrit un de ses amis et contemporains : 

« Nombre des chansons de salons populaires de cette époque portaient sur la page de titre l'indication « Paroles de Thomas Oliphant, Esq. ». Tom ne connaissait pas l'allemand et quand on lui disait qu'une chanson dans cette noble langue était susceptible de lui convenir du point de vue commercial, il me demandait de lui en donner une traduction en prose nue qu'il transformait ensuite en mètres... Le « Standard-Bearer » a été l'un des plus grands succès de beaucoup des squelettes en prose des chansons que je lui fournissais ainsi. »

 Compte tenu de la quantité de « traductions » qu'a produites Oliphant, il est difficile d'imaginer qu'il n'a pas acquis une certaine connaissance de l'allemand ce faisant. Oliphant s'est également inspiré du gallois, du français, de l'italien et d'autres langues, il est possible qu'il n'était pas parfaitement à l'aise dans ces langues non plus (néanmoins, on sait d'après sa collection de croquis italiens, qu'il a effectué un voyage en Italie), ce qui est sans doute en partie pourquoi ses vers anglais ne sont pas des traductions, mais ses propres interprétations. Nos Gallen est un exemple remarquable car il s'agit d'une chanson du Nouvel An qu'Oliphant transforme en chant de Noël, Deck the Hall (bien qu'il le publie sous le titre Nos Gallen en 1862 et qu'il est depuis connu par son premier vers).
Oliphant commande dix-huit pièces à John Liptrot Hatton qui travaille sous le pseudonyme « P.B. Czapek » (allusion au mot hongrois pour Hat (chapeau), d'où « Hatton »). Ces compositions sont écrites suivant le style des classiques allemands.
Après la mort d'Oliphant en 1873, sa précieuse collection de musique est vendue par Puttick and Simpson,.

## Quelques créations de Thomas Oliphant

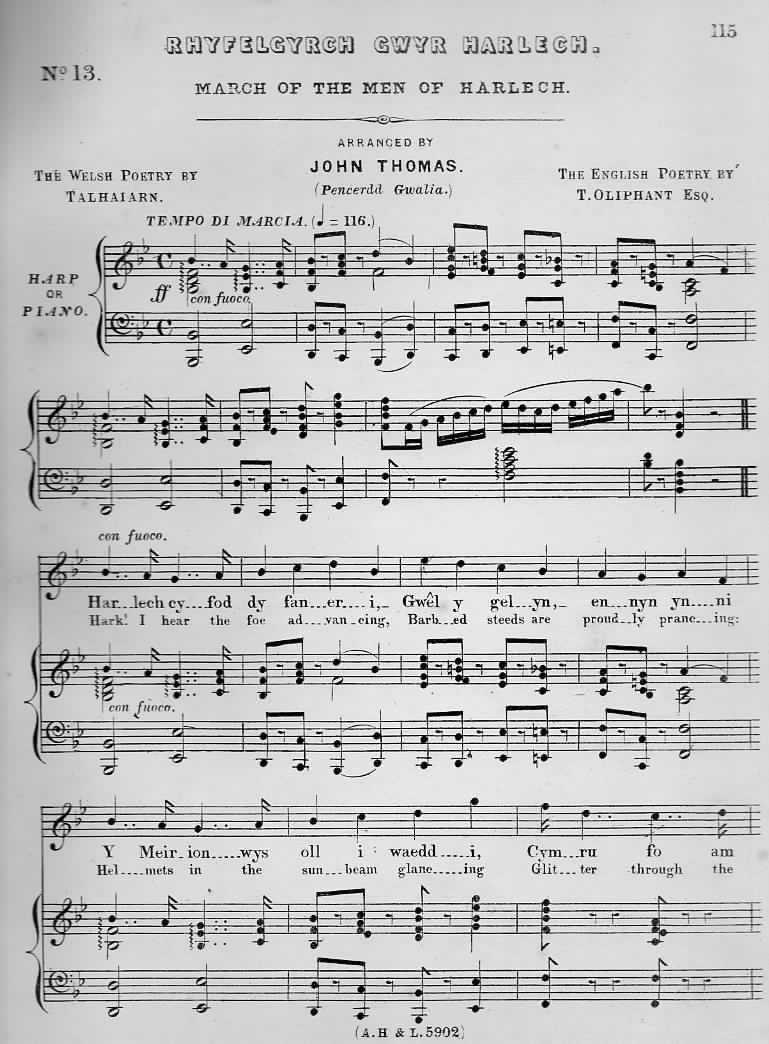
Paroles originales de Thomas Oliphant pour Men of Harlech telles qu'elles paraissent dans les Welsh Melodies With Welsh and English Poetry (volume 2), publiées en 1862

Version en anglais du Fidelio de Beethoven ainsi que du Mont des Oliviers et Adelaide.
The praise of music de Beethoven – version en anglais adaptée expressément pour les concerts de la « Vocal Society » par Thomas Oliphant.
Ave Maria version anglaise de Thomas Oliphant, musique de Schubert.
Autres pièces de Schubert avec des textes d'Oliphant :
- Let me weep again
- I came when Spring was smiling
- Fast Homeward there rode (the erl king)
- Thine is my Heart
- Forlorn I track the mountains steep (the Wanderer)[16].
- Sleepest Thou Fair Maiden
- Death Thou Unrelenting Foe
- Behold yon Rose Tree
- My Pretty Fisher Maiden
- All Unstrung Hangs my Lute
- On Mossy Bank Reclining
- Weary Flowers their Buds are Closing (Serenade)
- The Passing Bell
- Calm as a Child in its Cradle
- Weep not for Friends Departed
- My life is but a Summer Day
- Why Fond Youth such Wild Emotion
- Tis Sweet to Think
- Dear Mother do not Chide Me, (the Echo)
- A Warrior I Am
- Time Likely Hath Flown O'er Me
- Smooth is the Moonlit Sea
- Proudly Our Heads We Lift on High
- Hark The Lark et Who is Sylvia?
- The Trout
- Thy Face is Every Blooming Flower I se;
- La Circassienn, opéra comique en trois actes de Daniel François Esprit, (1782–1871), traduction d'Oliphant[17].
- Maiden Fair, O Deign to Tell de Joseph Haydn.
- Pièces avec musique de Friedrich Curschmann :
- Rest Love The Twlight Is Closing – sérénade et She is Mine,
- Thine is my heart (Dein ist mein Herz),
- Arise Bright Golden Star Of Day, chanson
- Oliphant écrit le texte en anglais de l'opéra The Regicide, sur une musique de Pietro Metastasio arrangée par Charles Lucas
- Down in a Flow'ry Vale, madrigal pour quatre voix – Les paroles sont une imitation de l'italien d'après l'original de Costanzo Festa,
- The daughter's gift (ballade), poème de Thomas Oliphant, musique de Julius Benedict.
- Heart Fond Heart, Why Dost Thou Languish (Herz. mein herz. warum so Traurig) de Carl Maria von Weber
- Could I Thro' Aether Fly (Konnt Ich Durch Raume Flieh'n), musique de Wilhelm Bernhard Molique
- The Jewish Maiden (Das Madchen von Jud) et All is Still in Slumber Deep (Schlummerlied), musique de Kucken (de).
- The Post Horn, chanson allemande adaptée en anglais par Oliphant, musique de Conradin Kreutzer
- Stay One Moment Gentle Sire, paroles et musique de Thomas Oliphant[8].
- Bid Me To Live, and I will Live, paroles et musique de Thomas Oliphant.
- David of the White Rock, (Dafydd y Garreg Wen (en)) paroles en gallois de John Ceiriog Hughes (en), paroles anglaises d'Oliphant.
- All ye who Music Love de Baldassare Donato, paroles en anglais (qui ne sont pas une traduction) de Thomas Oliphant[2].
- Where floats the standard (Die Fahnenwacht), musique de Peter Josef von Lindpaintner
- Llewelyn, A Dramatic Cantata est dédiée au prince de Galles. Composée par John Thomas (Pencerdd Gwalia ; 1826–1913), harpiste de la reine Victoria et barde gallois, texte en gallois du barde John Jones (Talhaiarn 1810–69) et paroles en anglais de Thomas Oliphant,
- The Lark. Paroles en gallois de Talhaiarn et en anglais d'Oliphant[18]
- The Ash Grove publié dans le volume I de la collection Welsh Melodies, With Welsh And English Poetry parue en 1862, de John Jones (Talhaiarn) & Thomas Oliphant[4]
- Santa Lucia, barcarolle napolitaine, éditée par Mario Favilli, traduite par Thomas Oliphant.
- The Shepherds Winter Song, The Violet et The Chapel, musique de P B Czapek paroles en anglais d'Oliphant.
- Men of Harlech (en), traduit en anglais par Thomas Oliphant[19] et publié dans le volume 2 de la collection de 1862 Welsh Melodies, With Welsh And English Poetry, de Talhaiarn & Thomas Oliphant[4].
- Ar Hyd y Nos (en) (All Through the Night) paroles en gallois de Talhaiarn et en anglais de Thomas Oliphant[4].
- The eye of night, musique de Johannes Wenzeslaus Kalliwoda. De même, Oliphant écrit des paroles en anglais pour d'autres œuvres de Kalliwoda : The mill stream is roaring et Let me not hear.
- Tell me where bloometh true love, musique de Louis Spohr.
- Where'er I Careless Wander (Greeting), musique de Mendelssohn.
- Ah Me! How Soon (Autumn Song) op.63, musique de Mendelssohn.
- Service and Responses, édition d'Oliphant d'un original de Thomas Tallis
- Song of Forty Parts, édition d'Oliphant d'un original de Thomas Tallis.
- 149th Psalm : I will give thanks de Giovanni Pierluigi da Palestrina
- O Be Joyful de Giovanni Pierluigi da Palestrina
- Be Not Thou Far From Me de Giovanni Pierluigi da Palestrina
- Hard By A Fountain de Hubert Waelrant
- Let Us All Sing, Merrily Sing de Jer. Saville
- Ah Me! Where Is My True Love? de Felice Anerio
- Lady, See, On Every Side de Luca Marenzio
- When April deck'd in roses gay de Luca Marenzio, utilisé lors de la commémoration de Sir Thomas Gresham, le samedi 14 mai 1836
- Stay limpit Stream de Luca Marenzio (paroles en anglais à la manière de The Triumphs of Oriana d'Oliphant)
- Hark, The Village Maids Are Singing de Cherubini
- All Hail, Britannia! d'Antonio Lotti
- De nombreuses chansons de Christopher Tye reçoivent de nouvelles paroles d'Oliphant.
- Nymphs are sporting, a cappella de R. L. de Pearsall
- Dainty fine bird, madrigal d'Orlando Gibbons arrangé par Oliphant
- The Two Nightingales, duo d'Anton Hackel

Oliphant rédige également les paroles pour d'autres pièces de Thalberg et autres musiciens.

## Autres
En 1841, Oliphant est nommé par Anthony Panizzi pour cataloguer la musique manuscrite et imprimée au British Museum. En 1842, il a terminé le premier catalogue de la musique manuscrite et commence le catalogage de la musique imprimée qu'il termine en 1849. Oliphant démissionne du British Museum en 1850 à la suite d'un conflit avec Panizzi. En 1852, il devient bibliothécaire du « Musical Institute of London ». Dans les années 1860, il arrange des productions musicales au Crystal Palace. Il est aussi examinateur de la « Royal Society of Female Musicians » et de la « National Opera Company ». Oliphant est également illustrateur littéraire de la « London Glee and Madrigal Union » en 1860 et 1861,.

## Art
Après avoir quitté le British Museum, Oliphant retourne dans sa maison d'enfance en Scotland. Entre 1850 et 1860, il achève trois volumes d'esquisses. Le premier est une collection de croquis au crayon de paysages et de bâtiments qu'il a rencontrés en voyageant dans les Orkney, les Shetland, le Caithness, le Sutherland, le Ross-shire, l'Invernessshire et le Perthshire en 1852. Le deuxième volume commence en fait en 1850 avec des dessins de sa maison ancestrale et une série de croquis de paysages principalement autour de Strathearn mais aussi des cartes de son voyage sur la côte ouest de l'Écosse en 1853, l'île de Man et son voyage de retour vers le sud de l'Angleterre et le dernier une collection d'esquisses du Crystal Palace entre 1855 et 1860. Ce qui rend le deuxième volume intéressant est que Talhaiarn avec lequel Oliphant a collaboré sur les quatre volumes des Welsh Melodies (1862–1874) a exercé un temps comme architecte du Crystal Palace sous la direction de Joseph Paxton.
Oliphant retourne en Écosse l'année pour d'autres raisons. Son frère, Laurence Oliphant (en), 8e de Condie et 30e chef du clan Oliphant, est engagé dans une bataille juridique (qui va durer vingt et un ans), pour se voir reconnaître héritier de la succession de son cousin. Dans un tableau généalogique redessiné en 1889, figurent les mots : sed Chartum virginum ex variis documentis antiquis Thomas Oliphant A.D. 1854 collegit.

## Publications
- 1834 : Comments of a Chorus Singer at the Royal Musical Festival at Westminster Abbey sous le pseudonyme Saloman Sackbut[8].
- 1835 : A Brief Account of the Madrigal Society[8].
- 1836 : A Short Account of Madrigals[8].
- 1837 : La Musa Madrigalesca[8]. Le livre contient les paroles de près de quatre cents madrigaux, ballets et rondeaux. Édité par Calkin and Budd[30]
- 1840 : Catches and Rounds by Old Composers, adapté à des paroles modernes par Thomas Oliphant.
- 1862 : Welsh Melodies, With Welsh And English Poetry, vols. 1 & 2, de Talhaiarn & Thomas Oliphant. Auteur : John Thomas[4].
- 1870 : Welsh Melodies, With Welsh And English Poetry, vol. 3, de Talhaiarn) & Thomas Oliphant. Auteur : John Thomas[4].
- 1874 : Welsh Melodies, With Welsh And English Poetry, vol. 4, de Talhaiarn) & Thomas Oliphant. Auteur : John Thomas[4].